# Zhangjiajie
Zhangjiajie (xinès simplificat: 张家界 張家界, pinyin: Zhāngjiājiè), també coneguda en llengua tujia com Zhangx jif avlar /dzaŋ˩ ji˥ a˩.la˥/, és una ciutat-prefectura a la part nord-oest de la província de Hunan, Xina. Comprèn el districte de Yongding, Wulingyuan i els comtats de Cili i Sangzhi. Conté el Parc forestal nacional de Zhangjiajie, on hi ha serralades semblants a les de les Muntanyes Wuling, dins de l'Àrea Escènica de Wulingyuan que va ser designada com a Patrimoni de la Humanitat el 1992 per l'Administració Nacional de Turisme de la Xina.

## Història

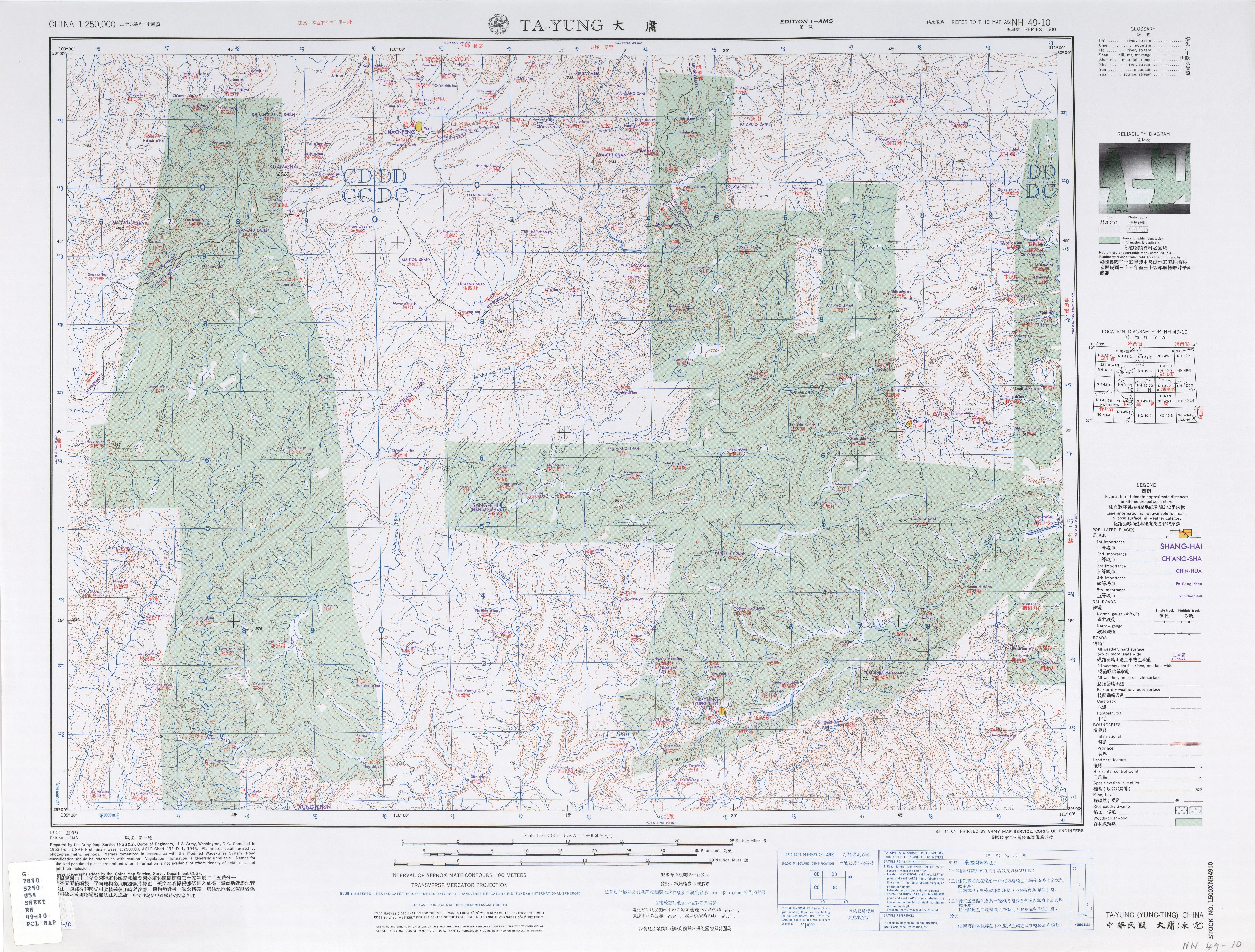
Mapa que inclou Zhangjiajie (etiquetat com a TA-YUNG (YUNG-TING)大庸) (Army Map Service, 1953)

La ciutat mateixa es deia anteriorment Dayong (大庸) i té una història registrada que es remunta al 221 aC. La gent vivia aquí al llarg dels dos marges del riu Lishui (el riu mare a Zhangjiajie), ara dins dels límits de la ciutat de Zhangjiajie, molt aviat durant l'edat de pedra. L'assentament humà en aquesta regió data de fa 100.000 anys, rivalitzant amb llocs famosos com Xi'an, Pequín i altres. El 1986, l'Acadèmia Xinesa de Ciències Socials va descobrir relíquies de l'edat de pedra al comtat de Cili, desenterrant 108 articles de gres; obres majoritàriament de forma afilada, piratejada i en forma de placa. Poc després, l'any 1988, l'Institut Arqueològic de la província de Hunan va trobar altres relíquies al comtat de Sangzhi, incloses tres peces de gres que es calcula que s'havien fet al voltant del mateix període.
Fa deu mil anys, els que vivien dins dels límits de l'actual ciutat de Zhangjiajie van utilitzar el foc per coure ceràmica. Els arqueòlegs han trobat més de 20 relíquies d'aquest tipus al comtat de Cili. Al comtat de Sangzhi, es va descobrir una olla de fang negra adornada amb un disseny únic que datava de deu mil anys. Durant aquest període, aquesta tècnica de cocció de ceràmica era la més avançada de la Xina. Aquests avenços tecnològics en la confecció d'eines de pedra i ceràmica semblarien indicar una cultura molt desenvolupada en aquesta regió. Tanmateix, la societat que es va desenvolupar només va perdurar breument abans de minvar i ser substituïda per altres potències regionals. Això sembla comprensible tenint en compte la remota posició geogràfica de Zhangjiajie, la seva terra no urbanitzada i el seu transport fluvial i el seu terreny muntanyós que dificulta el cultiu. Per aquests motius, Zhangjiajie ha estat etiquetada com "la terra de la minoria del sud salvatge" des de la història més antiga registrada.

## Origen del nom

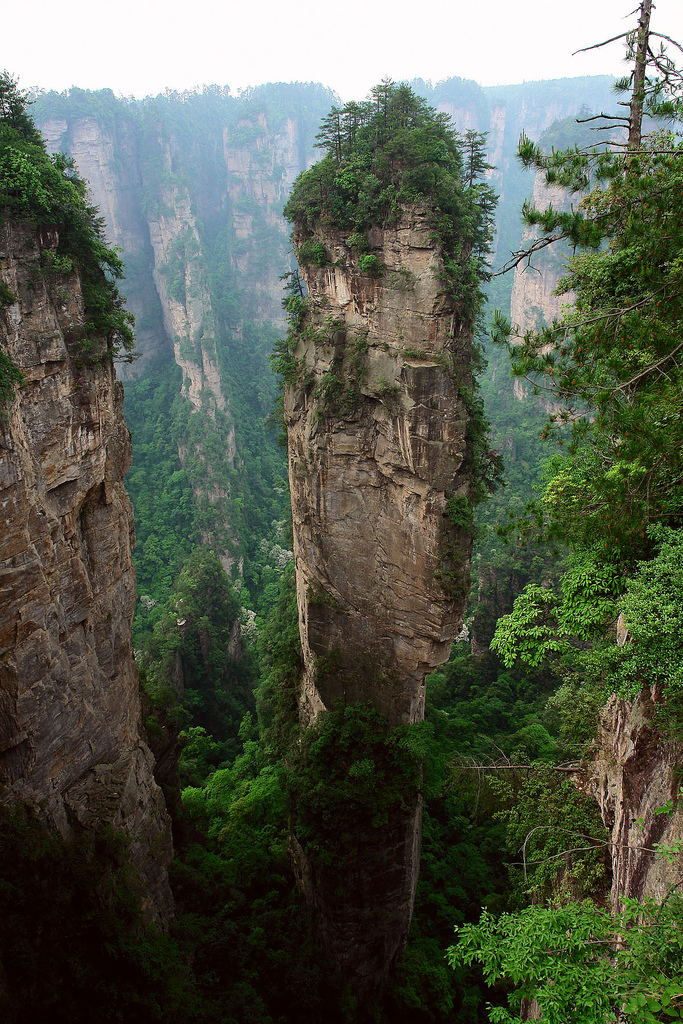
Wulingyuan.

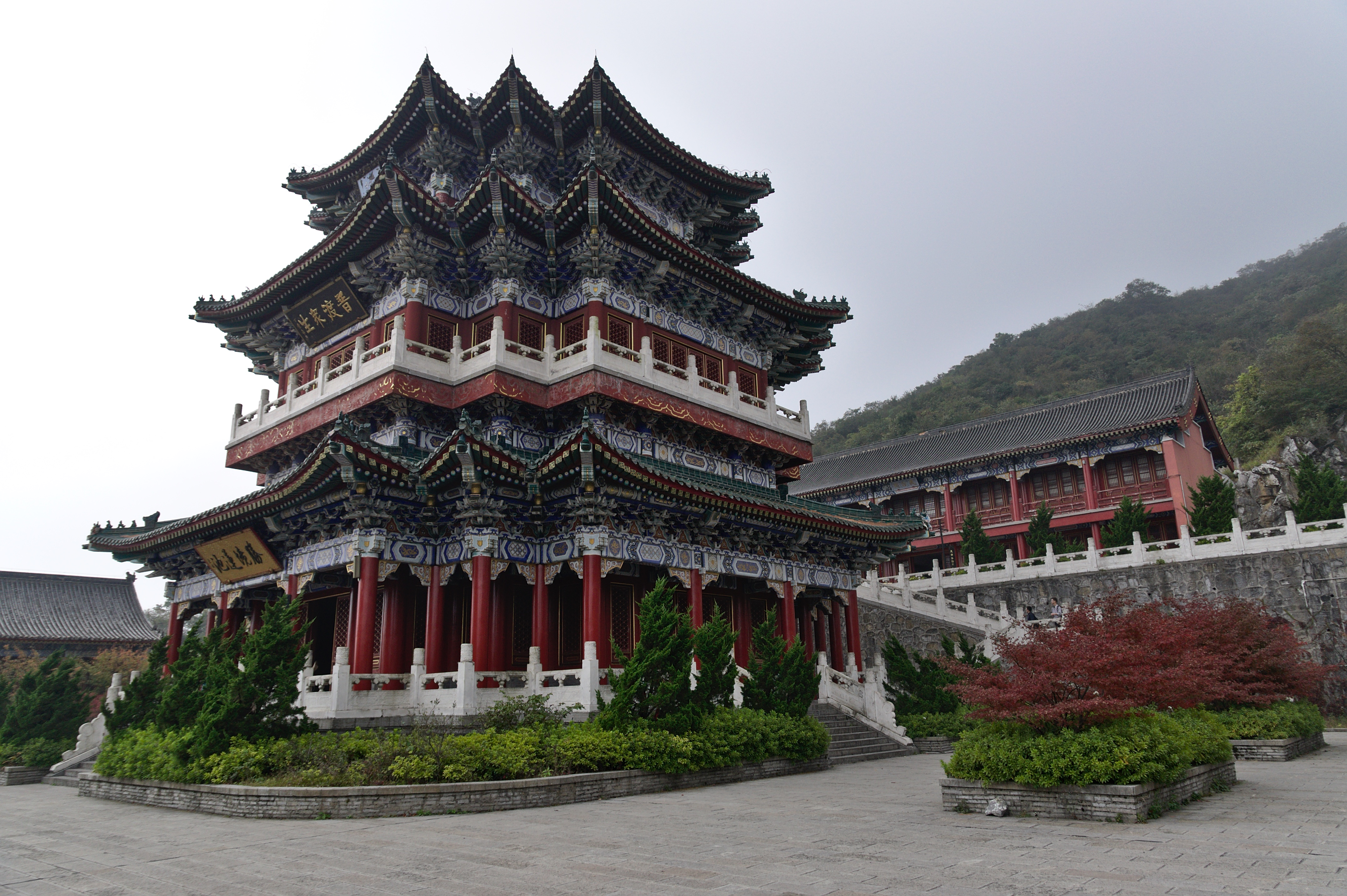
El temple de Tianmenshan a la muntanya de Tianmen.

El nou nom de la ciutat de Zhangjiajie es va adoptar l'any 1994, a partir del parc forestal nacional a l'àrea paisatgística de Wulingyuan per donar-li més protagonisme i després que aquest lloc hagués estat declarat Patrimoni de la Humanitat per la UNESCO el 1992. El Parc Forestal Nacional havia rebut el nom de Zhangjiajie pel nom d'un petit poble situat dins dels seus límits i és ara una atracció turística popular dins del parc. El nom de tres caràcters (张家界) es pot interpretar de la següent manera: Zhang" (张) és un cognom comú a la Xina; "jia" (家) es pot traduir com "família" i "jie" (界) es pot traduir com "pàtria", donant la traducció completa de "pàtria de la família Zhang". S'ha informat que almenys una guia turística ha dit que el nom podria haver estat escollit per transmetre la idea o la impressió de "Obre la porta de la família per donar la benvinguda al món" (张家门引进世界), però aquest no és el significat localment acceptat i traduït directament del nom. La versió oficial del seu nom està vinculada a un general i conseller Han, Zhang Liang, que es va reassentar a la zona després que un sospitós Liu Bang, el fundador de la dinastia Han, comencés a perseguir els seus estats majors i generals que havien contribuït a convertir-lo en emperador. Va ser anomenat així per significar que la família Zhang s'havia instal·lat a casa allà.
"Jie" a la ciutat té dos significats: un es refereix al límit de la propietat, l'altre es refereix a l'alta muntanya. L'edició Daoguang dels "Annals del comtat de Yongding" de la dinastia Qing contenia: "El corrent Wudong es va originar a Zhangjiajie". L'edició de la República de la Xina dels "Registres del comtat de Cili" contenia: "Suoxi de Zhangjiajie". Aquí Zhangjiajie, es refereix a la zona del Parc Forestal Nacional de Zhangjiajie. Aquesta zona es va convertir en el territori hereditari de la família Zhang, anomenat "Zhangjiajie".

## Subdivisions administratives
Zhangjiajie administra dos districtes i dos comtats.
- Districte de Yongding (永定区) (que conté l'àrea central urbanitzada de la ciutat de Zhangjiajie)
- Districte de Wulingyuan (武陵源区)
- Comtat de Cili (慈利县)
- Comtat de Sangzhi (桑植县)

| Mapa                                                     |
| -------------------------------------------------------- |
| Yongding Wulingyuan Comtat de · Cili Comtat de · Sangzhi |

## Transport
L'aeroport internacional de Zhangjiajie Hehua ofereix servei programat als principals aeroports de la Xina. Són uns 5 km (3.1 mi) lluny del centre de la ciutat i 30 km (19 mi) lluny de la zona panoràmica de Wulingyuan. Hi ha vols nacionals disponibles entre Zhangjiajie i altres ciutats, com ara Changsha, Pequín, Xangai, Guangzhou, etc. També hi ha vols entre Zhangjiajie i Seül i Busan.
Zhangjaijie té dues estacions de tren. L'estació de tren de Zhangjiajie es troba al ferrocarril Jiaozuo-Liuzhou. L'estació de ferrocarril de Zhangjiajie West es va inaugurar el 2019 al ferrocarril Qianjiang-Changde.
A causa del turisme, l'autopista G5513 Changsha–Zhangjiajie enllaça la capital provincial Changsha i Zhangjiajie.

## Relacions Internacionals

### Ciutats germanes
Zhangjiajie està agermanada amb:
- Comtat de Hadong, Gyeongsangnam-do, Corea del Sud (2006)
- Santa Fe, Nou Mèxic, Estats Units (2009)
- Naruto, Tokushima, Japó (2011)
- Arouca, Àrea Metropolitana de Porto, Portugal (2017)